# 圣尼古拉德索迈尔
圣尼古拉德索迈尔（法語：Saint-Nicolas-de-Sommaire，法語發音：[sɛ̃ nikɔla də sɔmɛʁ] ⓘ）是法国奥恩省的一个市镇，属于阿让唐区。

## 地理
圣尼古拉德索迈尔（48°48'46"N, 0°36'32"E）面积16.28 平方千米，位于法国诺曼底大区奧恩省，该省份为法国西北部内陆省份，北起顺时针与卡爾瓦多斯省、厄尔省、厄尔-卢瓦省、萨尔特省、马耶讷省和芒什省接壤。
与圣尼古拉德索迈尔接壤的市镇（或旧市镇、城区）包括：瑞涅特、圣安托南德索迈尔、圣马丹代屈布莱、里勒河畔圣叙尔皮斯、圣桑福里安-德布吕耶尔、乌什堡。

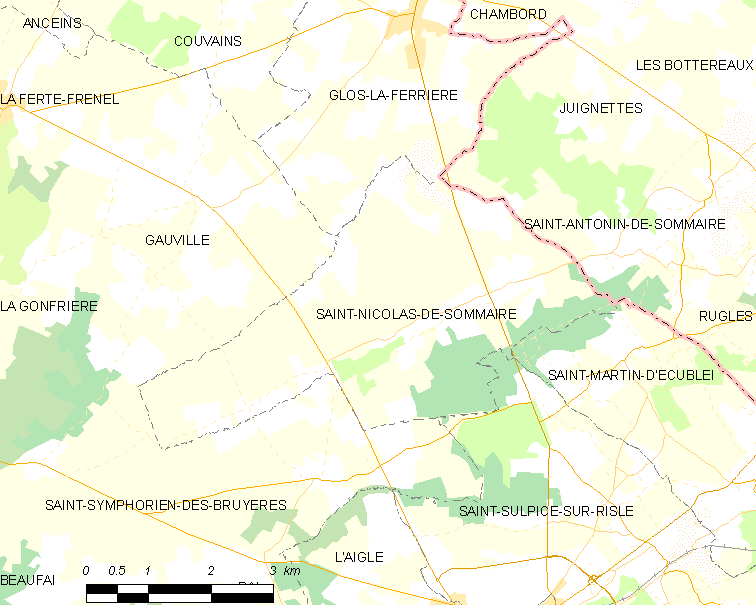
圣尼古拉德索迈尔的OSM定位图

圣尼古拉德索迈尔的时区为UTC+01:00、UTC+02:00（夏令时）。

## 行政
圣尼古拉德索迈尔的邮政编码为61550，INSEE市镇编码为61435。

## 政治
圣尼古拉德索迈尔所属的省级选区为赖村县。

## 人口

1962-2008年间圣尼古拉德索迈尔人口变化图示

圣尼古拉德索迈尔于2022年1月1日时的人口数量为266人。